# Polyarthra trigla
Polyarthra trigla is een raderdiertjessoort uit de familie Synchaetidae. De wetenschappelijke naam van deze soort is voor het eerst geldig gepubliceerd in 1834 door Ehrenberg.